# Inez Turner
Inez Turner, née le 3 décembre 1972, est une ancienne athlète jamaïcaine spécialiste du 400 m et du demi-fond. Elle a été médaillée aux championnats du monde en relais 4 × 400 m avec Lorraine Fenton, Deon Hemmings et Sandie Richards.
Sur 800 m, elle a été sacrée championne du Commonwealth en 1994.

## Palmarès

### Jeux olympiques d'été
- Jeux olympiques d'été de 1996 à Atlanta ( États-Unis)
  - 4e en relais 4 × 400 m (pour sa participation en série)

### Championnats du monde d'athlétisme
- Championnats du monde d'athlétisme de 1993 à Stuttgart ( Allemagne)
  - éliminée en demi-finale sur 400 m
  - 4e en relais 4 × 400 m
- Championnats du monde d'athlétisme de 1997 à Athènes ( Grèce)
  - éliminée en série sur 400 m
  -  Médaille de bronze en relais 4 × 400 m

### Championnats du monde d'athlétisme en salle
- Championnats du monde d'athlétisme en salle de 1995 à Barcelone ( Espagne)
  - 6e sur 800 m
  - relais jamaïcain non partant en finale du 4 × 440 m
- Championnats du monde d'athlétisme en salle de 1997 à Paris ( France)
  - éliminée en demi-finale sur 800 m

### Jeux du Commonwealth
- Jeux du Commonwealth de 1994 à Victoria ( Canada)
  -  Médaille d'or sur 400 m
  -  Médaille d'argent en relais 4 × 400 m

### Jeux panaméricains
- Jeux Panaméricains de 1991 à La Havane ( Cuba)
  - 5e sur 800 m
  -  Médaille de bronze en relais 4 × 400 m

## Records personnels
- 400 m - 52 s 04 le 15 août 1993 à Stuttgart
- 800 m - 1 min 59 s 49 le 22 juillet 1995 à Hechtel

## Sources
- (en) Cet article est partiellement ou en totalité issu de l’article de Wikipédia en anglais intitulé « Inez Turner » (voir la liste des auteurs).